# Griechisch-orthodoxe Kirche
Griechisch-orthodoxe Kirchen sind die orthodoxen Kirchen Griechenlands und Zyperns und die Patriarchate von Konstantinopel, Antiochia, Alexandria und Jerusalem. Auch verschiedene altkalendarische Kirchen stehen in der griechisch-orthodoxen Tradition.

## Griechisch-orthodoxe Kirchen
Als griechisch-orthodoxe Kirche gelten
- Kirche von Griechenland
- Ökumenisches Patriarchat von Konstantinopel mit den Erzbistümern in der Türkei und in Griechenland
- Griechisch-Orthodoxes Patriarchat von Antiochien
- Griechisch-Orthodoxes Patriarchat von Alexandrien
- Griechisches Patriarchat von Jerusalem
- Kirche von Zypern

## Geschichte
Die griechisch-orthodoxen Kirchen gehen zurück auf die ersten christlichen Gemeinden im griechischsprachigen Teil des Römischen Reiches im 1. Jahrhundert.
Es entstanden die altkirchlichen Patriarchate in Jerusalem, Antiochien und Alexandrien, im 4. Jahrhundert in Konstantinopel. Auf den Ökumenischen Konzilien im 4. und 5. Jahrhundert wurden verschiedene theologische Richtungen und Kirchen aus der Alten Kirche ausgeschlossen.
Mit den Eroberungen von Teilen des Byzantinischen Reiches durch muslimische Herrscher verringerte sich die Bedeutung der byzantinischen Kirchen. Nach der Eroberung Konstantinopels 1453 ging die Hagia Sophia als Zentrum der orthodoxen Kirche verloren.
Mit den Griechenverfolgungen im Osmanischen Reich 1914–1923 verschwanden griechisch-orthodoxe Gemeinden fast vollständig aus dem Gebiet des neuen türkischen Staates.

## Verhältnis von Kirche und Staat
Paragraph 1 der ersten Verfassung Griechenlands (provisorische Verfassung vom 1. Januar 1822), lautete:
Die herrschende Religion im griechischen Staate ist die der morgenländischen orthodoxen Kirche Christi. Es duldet jedoch die Regierung von Griechenland jede andere, Religion, und die Ceremonien und heiligen Gebräuche einer jeden derselben werden ungehindert ausgeübt.
Artikel 1 der Verfassung vom 17. Mai 1827 lautete:
In Griechenland hat Jedermann freie Religionsausübung und genießt für seinen Gottesdienst gleichen Schutz; doch ist die orthodoxe Lehre der griechischen Kirche die Staatsreligion.
Die Verfassung von 1864 legte zum Thema Religion fest:
Artikel 1. Die herrschende Religion in Griechenland ist die der orientalisch orthodoxen Kirche Christi. Jede andere bekannte Religion wird geduldet und die Ausübung ihres Kultus von den Gesetzen geschützt, aber die Proselytenmacherei ist verboten, ebenso jedes andere Unternehmen gegen die herrschende Religion.
Artikel 2. Die orthodoxe Kirche Griechenlands bleibt, indem sie als Haupt unseres Herrn Jesus Christus anerkennt, hinsichtlich ihrer Lehre mit der Großen Kirche von Konstantinopel vereinigt, sowie mit jeder anderen Kirche Christi, die die nämliche Lehre bekennt; sie bewahrt unerschütterlich wie diese Kirchen die heiligen apostolischen Kanons, die von den ökumenischen Konzilen aufgestellten Kanons und die heiligen Traditionen; sie ist autokrephal, denn sie übt unabhängig von jeder anderen Kirche ihre souveränen Rechte ausübt, und wird geleitet von einer Heiligen Synode aus Prälaten. Die Diener aller geduldeten Religionen unterstehen der nämlichen Aufsicht seitens des Staates wie die Diener der herrschenden Religion.
Der Text der Heiligen Schriften bleibt unverändert erhalten; seine Wiedergabe in einer anderen Sprachform ohne vorherige Genehmigung der Großen Kirche Christi in Konstantinopel ist absolut verboten.
Die Verfassung vom 3. Juni 1927 legte fest:
Artikel 1. Die anatolische christliche Kirche ist die vorherrschende Religion in Griechenland.
Die orthodoxe Kirche Griechenlands besteht dogmatisch unzertrennlich verbunden mit der großen Kirche in Konstantinopel und jeder anderen gleichen christlichen Glaubens, die wie jene, unerschütterlich die heiligen apostolischen und synodischen Regeln und die heiligen Überlieferungen befolgen. Sie ist aber selbständig, übt unabhängig von jeder anderen Kirche ihre kirchliche Herrschaftsgewalt aus und wird regiert von der heiligen Synode der Bischöfe. Die Geistlichen aller Religionen unterliegen der Aufsicht des Staates, darunter auch die der herrschenden Religion.
Die Freiheit des religiösen Gewissens ist unverletzlich.
Die Kulthandlungen jeder bekannten Religion werden frei ausgeübt unter dem Schutz der Gesetze, sofern sie nicht der öffentlichen Ordnung und den guten Sitten zuwiderlaufen. Proselytismus ist verboten.
Der Text der heiligen Schriften wird unverändert erhalten, ihre Übertragung in eine andere sprachliche Form ohne vorherige Genehmigung der Kirche ist absolut verboten.
Auslegende Erklärung: Dem Sinn des Art. 1 läuft die in den neuen Landesteilen und in Kreta bestehende kirchliche Verfassung nicht zuwider.
Die Verfassung von 1952 legte fest:
Artikel 1. Die herrschende Religion in Griechenland ist die der orientalisch-orthodoxen Kirche Christi; jede andere bekannte Religion ist frei und die Ausübung ihres Kultes geschieht ungehindert unter dem Schutze der Gesetze, bei Verbot der Proselytenmacherei und jedes anderen Eingriffs in die herrschende Religion.
Artikel 2. (1) Die orthodoxe Kirche Griechenlands bleibt, indem sie als Haupt unseres Herrn Jesus Christus anerkennt, hinsichtlich ihres Dogmas mit der Großen Kirche von Konstantinopel und jeder anderen Kirche Christi des gleichen Bekenntnisses unzertrennlich verbunden und bewahrt wie jene unerschütterlich die heiligen apostolischen und die von den Konzilen aufgestellten Kanons sowie die heiligen Überlieferungen; sie ist autokrephal, indem sie unabhängig von jeder anderen Kirche ihre souveränen Rechte ausübt, und wird von einer Heiligen Synode von Prälaten geleitet. Die Diener aller anerkannten Religionen unterliegen der gleichen Staatsaufsicht wie die Diener der herrschenden Religion.
(2) Der Text der Heiligen Schriften bleibt unverändert erhalten; seine Wiedergabe in einer anderen Sprachform ohne vorherige Genehmigung der autokrephalen Kirche von Griechenland sowie der Großen Kirche Christi in Konstantinopel ist absolut verboten.
(3) Die Freiheit des religiösen Gewissens ist unverletzlich.
(4) Die freie Ausübung der religiösen Pflichten darf nicht die öffentliche Ordnung oder die guten Sitten verletzen.
(5) Niemand darf wegen seiner religiösen Überzeugung seiner Pflichten gegenüber dem Staat befreit werden oder die Wahrung der Gesetze des Landes verweigern.
Auslegungserklärung. Die in den neuen Landesteilen bestehend kirchliche Lage steht nicht im Widerspruch zu dem wahren Sinn des Artikels.
Die aktuelle Verfassung vom 9. Juni 1975 trat nach der Militärdiktatur und nach der Abschaffung der Monarchie (per Volksentscheid vom 8. Dezember 1974) in Kraft. Artikel 3 regelt die Beziehungen zwischen Kirche und Staat.